# Haukadalur (Dalabyggð)
Pour les articles homonymes, voir Haukadalur.
Haukadalur (vallée du faucon en islandais) est une vallée située au nord-est de la péninsule de Snæfellsnes, dans le comté de Dalasýsla. La vallée se trouve à quelques kilomètres au sud du village Búðardalur et elle est l'ancienne résidence d'Érik le Rouge (isl. Eirík Rauður), le personnage viking qui découvrit le Groenland.